# زهير المناصرة
زهير إبراهيم موسى المناصرة (وُلد في 9 أبريل 1943 في الخليل) عسكري واقتصادي فلسطيني حاصل على درجة الماجستير في الاقتصاد من جامعة فرانكفورت عام 1972. هو عضو في المجلس الوطني الفلسطيني، والمجلس الثوري الفلسطيني وحركة فتح.

## الحياة العملية
في 9 يونيو 1996، عُين محافظًا لمحافظة جنين. وفي 3 يوليو 2002، عُين مديرًا لجهاز الأمن الوقائي الفلسطيني في الضفة الغربية. لاحقًا نُقل في 17 يوليو 2003 إلى دائرة المحافظين في أمانة الرئاسة. عُين في عام 2003 محافظًا لمحافظة بيت لحم، وفي 20 نوفمبر 2005 رُقي إلى رتبة لواء أمني وأُحيل إلى التقاعد.